# 印西市立小倉台小学校
印西市立小倉台小学校（いんざいしりつ おぐらだいしょうがっこう）は、千葉県印西市小倉台二丁目にある印西市立の公立小学校。

## 概要
印西市の西部に位置する。

## 沿革
- 1991年（平成3年）4月5日 - 木刈小学校から分離し、印西町立小倉台小学校として開校[1][2]。
- 1996年（平成8年）4月1日 - 印西町市制施行により、印西市立小倉台小学校になる。
- 2020年（令和2年）4月5日 - 同日で印西町立小倉台小学校としての開校から創立30周年を迎える[3]。

## 学区
印西市小倉台一丁目、小倉台二丁目、小倉台三丁目、小倉台四丁目、武西学園台一丁目、武西学園台三丁目、戸神台二丁目、中央南二丁目、中央北一丁目、中央北二丁目及び中央北三丁目の全部の区域。

## 進学
- 印西市立木刈中学校　受験校［東葛など］

## 著名な出身者
- 秋野央樹（サッカー選手、柏レイソル）